# Cratere Reifnir
Reifnir è un cratere sulla superficie di Callisto.